# Taraxacum amphiphron
Taraxacum amphiphron, vrsta maslačka, endem s otočja Svalbard. Vrsta je opisana 1963., a pripada sekciji Borealia.